# J. Schmalz GmbH
J. Schmalz GmbH была основана как завод по производству лезвий в 1910 году в г. Глаттен в Шварцвальде (Германия). Со временем компания стала выпускать транспортное оборудование и, в настоящее время, специализируется и производит вакуумные компоненты, вакуумные системы перемещения, вакуумные захваты и зажимные системы.
Компания является одним из крупнейших поставщиков вакуумных технологий для автоматизации производств, со штатом сотрудников около 800 человек (2014). Сбытовая сеть компании состоит из 15 зарубежных филиалов в Китае, Финляндии, Франции, Индии, Италии, Японии, Канаде, Кореи, Нидерландах, Польше, России, Швейцарии, Испании, Турции и США.

## История
В 1910 году Йоханнес Шмальц основал «Johannes Schmalz Rasierklingenfabrik» в г. Глаттен. Бренд «Glattis» был хорошо известнен и очень успешен в Германии, продажи доходили до 600000 лезвия каждый месяц. Распространение электробритв потребовало от компании изменить свой фокус. С 1948 года Артур Шмальц привел компанию к дальнейшему росту, благодаря инновационным разработкам в области легких моторных транспортных средств. Компания Schmalz поставляла багажные прицепы и мобильные трапы для аэропортов и транспортное оборудование для мебельных фабрик. Когда Курт Шмальц в 1984 году взял на себя руководство компанией было выбрано новое направление и компания стала специализироваться в вакуумной технике. В 1990 году к руководству компанией присоединился Вольфганг Шмальц. Вместе два брата преобразовали компанию с давними традициями в одного из ведущих мировых поставщиков вакуумной техники. В 1998 году был открыт первый филиал компании в Швейцарии. Сегодня, компания Schmalz имеет 15 филиалов по всему миру. В 2008 году производственные площади компании был увеличен на 10 170 м ².

## Продукция
Вакуумная техника Schmalz используется в производственных процессах, где требуется автоматизированное, эргономичное и безопасное перемещение изделий.
- Вакуумные Компоненты: Вакуумные компоненты используются во всех отраслях промышленности для задач автоматизации и перемещения. Ассортимент продукции включает в себя вакуумные присоски, вакуумные генераторы, монтажные элементы системы мониторинга.
- Системы Вакуумных Захватов : комплексные системы вакуумных захватов значительно увеличивают производительность труда в автоматизированных процессах. Системы захвата слоя продукции, захваты большой площади, готовые к подключению вакуумные спайдеры используются во всех областях автоматизации.
- Вакуумные системы перемещения: эргономичные вакуумные подъемные устройства Jumbo и VacuMaster для ручного перемещения изделий и крановые системы могут быть сконфигурированы в соответствии со специфическими требованиями заказчика.
- Вакуумные зажимные системы: вакуумные зажимные технологии используются в обрабатывающих центрах с ЧПУ с целью повышения производительности и экономической эффективности.

## Устойчивое развитие
Компания Schmalz активно использует возобновляемые источники энергии, такие как солнечная энергия и энергия ветра и воды. Сегодня, компания Schmalz генерирует больше энергии, чем потребляет.